# Andreu Arriola Madorell
Andreu Arriola Madorell (Barcelona, 1956) és un arquitecte, paisatgista i dissenyador català.

## Biografia
Va estudiar a la ETSAB i posteriorment va fer un màster a la Universitat de Colúmbia de Nova York. Des de 1982 treballa conjuntament amb la seva dona, Carme Fiol.
Entre 1981 i 1988 van treballar al Departament de Projectes Urbans de l'Ajuntament de Barcelona, on van realitzar diferents parcs públics, com el de l'Estació del Nord —en col·laboració amb l'escultora Beverly Pepper— i el Central de Nou Barris. Entre 1989 i 1993 Arriola va ser director associat a l'Institut de Promoció Urbanística i Jocs Olímpics de Barcelona'92. El 1990 va rebre el Premi Prince of Wales de la Universitat Harvard. Ha sigut professor a Rotterdam, Roma i Los Angeles, i des de 1994 a l'ETSAB. També és membre de la Càtedra J&G en la Universitat Politècnica de Catalunya.

## Obres
- Homenatge a la Mediterrània, a la Plaça de Sóller de Barcelona (1983), amb Josep Maria Julià, Josep Lluís Delgado, Carme Ribas i l'escultor Xavier Corberó
- Parc del Molinet, Santa Coloma de Gramenet (1987)
- Parc de l'Estació del Nord (1988-1992), amb Enric Pericas i l'escultora Beverly Pepper
- Escolars, porta d'entrada a la Biblioteca Joan Miró de Barcelona (1990), amb Màrius Quintana, Beth Galí i Antoni Solanas
- Plaça de les Glòries Catalanes de Barcelona (1992), amb Gaspar García, Joan Mas i Artur Juanmartí
- Parc del Mirador del Migdia, Barcelona (1992), amb Beth Galí i Jaume Benavent
- El Mercadal, centre històric de Girona (1994)
- Font de la Plaça d'Islàndia de Barcelona (1995)
- Parc Central de Nou Barris (1997-2007)
- Museu de les Termes romanes, Sant Boi de Llobregat (1998)
- Plaça Virrei Amat, Barcelona (1999)
- Escola Superior de Música de Catalunya, Barcelona (2004)
- Parc de bombers, Montblanc (2005)
- Museu de la Música de Barcelona (2009)

## Premis
- Premi Prince of Wales in Urban Design, Universitat Harvard, 1990.
- Premi Architécti, Centre Cultural de Bélem, Lisboa 1994.
- International Urban Landscape Award, Frankfurt, 2007.